# 意大利航空
意大利航空（Alitalia，在法律上以意大利語所稱的名義註冊），中文簡稱意航，曾是意大利的國家航空公司。
意大利航空經營國內和國際航線，其主要基地是米蘭的馬爾彭薩機場，而羅馬－菲烏米奇諾機場則是其樞紐。意大利航空的機隊共有飛機100架，服務全球51個國家合共94個目的地。在2006年，意大利航空共運載了2400萬旅客，較先前增長7.9%，負債率同比下降51%；據歐洲最大航空公司列表，2019年載客量為2129萬人（涵括意大利城市快线航空）。
2020年意大利政府决定注资30亿欧元国有化意大利航空，要求其获得政府投资后缩减机队近五分之一，并更换所属航空联盟。
2021年8月24日，意大利航空宣佈將在同年10月15日中止營運；至於重組後的ITA航空，亦在同日開始營運。
意大利航空的意大利語名稱中，是“Ali”（翅膀）和“Italia”（意大利）的混成詞，意为“意大利之翼”。

## 歷史

### 意大利航空成立
1946年9月16日，意大利航空以「意大利国际航空」（義大利語：Aerolinee Italiane Internazionali）的名称成立，次年5月5日用一架菲亚特G.12首航，由都灵经卡塔尼亞至罗马。1960年，意大利航空开始运营喷气式客机，如卡拉維爾客機和道格拉斯DC-8，此后又先后引进波音747和麦道DC-10等长程客机。
意大利航空在2001年起正式成為天合聯盟的成員，同時也在米蘭股市上市。從2004年起，正在重組中的意大利航空集團分為兩個部間營運：AZ Fly 操作所有航班業務，AZ Servizi 則承擔所有地勤任務。
2008年3月17日，法國航空斥資91億元歐元，併購意大利航空，意航董事局通過接受法航併購，但法航必須獲得意大利工會、政府、股市監管當局及歐盟反壟斷委員會同意併購。
由於意航工會已表明反對法荷航空集團早前出價1.39億歐元（近17億港元）的收購方案（包括取消某些短途航線以換取新增長途航班，以及裁員逾2000人等），因此與法荷航空集團的收購談判已破裂。

### 阿提哈德航空注資及合資企業
2014年6月，總部位於阿布扎比的阿聯酋國家航空公司阿提哈德航空宣布將收購意大利航空49％的股份。2014年9月30日，意大利航空公司的低成本航空子公司一航空停止了運營。
2015年1月1日經阿提哈德航空注資並重組後，Alitalia-CAI正式將業務移交給了新公司Alitalia-SAI，阿提哈德航空持有49％的股份，而Alitalia-CAI則擁有51％的股份。2015年5月，意大利航空宣布將在2017年終止與法荷航集團的合作夥伴關係，並指出其合資企業不再有足夠的優勢來維持意航業務發展。
2016年2月，意大利航空公司宣布，將於2016年3月減少以比薩為基地的大部分航線，包括來往莫斯科，布拉格，柏林，卡塔尼亞和地拉那的航線，但維持飛往奧爾比亞和羅馬的航班。

### 近年財務狀況及嘗試出售
意航曾平均每日虧蝕130萬歐元（逾1400萬港元），還欠下酒店及膳食供應商大筆債務。意航欠債已多達132億港元，全靠政府貸款苦苦支撐，於2008年被迫申請破產保護，並於同年8月22日宣告破產，其後於2009年1月恢復運作。
2017年4月25日，意大利航空勞方拒絕了資方降低成本的裁員提議後，航空公司宣布將開始進行破產程序。 意大利政府最後允許意大利航空於2017年5月2日申請破產。 2017年5月17日，政府排除國有化意航的可能後，決定將其正式出售並尋找買家。 同年6月，易捷航空表示有意購買意航，另外，瑞安航空也表示了相關意向，但卻因其被航班取消造成的混亂之後放棄了有關交易。
2018年，達美航空，易捷航空和義大利國家鐵路提出了收購意大利航空的正式意向；雙方的談判於2019年2月開始。2019年3月，易捷航空宣布退出相關協商。在中國國家主席習近平對羅馬進行正式訪問後，中國東方航空對意大利航空公司的救援計劃表示了興趣，並可能花費高達1億歐元換取10％的股份。達美航空其後向路透社表示，已放棄投資意大利航空，但會繼續持有其10％的股份。

### 再次國有化
2020年4月，因應2019冠狀病毒病為航空業帶來的危機，意大利政府宣布將在同年5月接管意大利航空。 機隊將從原來的113架減少到「超過90架」的規模。 同時，亦重新考慮應否維持天合聯盟會藉。
2020年5月21日，意大利航空離開了天合聯盟的跨大西洋合資企業。
2020年6月29日，意大利總理朱塞佩·孔特宣布弗朗切斯科·凱奧被任命為董事長，法比奧·拉澤里尼被任命為新意大利航空的首席執行官。 同日，航空公司改組為Alitalia - Trasporto Aereo Italiano S.p.A.。

### ITA航空
2020年10月10日，意大利政府簽署法令允許意大利航空重組為意大利航空運輸公司（義大利語：Italia Trasporto Aereo S.p.A）。10月28日，有報道指ITA將會收購意大利航空一些資產，包括它和意大利城市快線航空的品牌和航空公司代碼、IATA售票代碼（055）、飛行常客獎勵計劃「MilleMiglia」和希思羅機場的機場時段（每周68個夏令時段與每周65個冬令時段）。此交易的總金額達2.2億歐元。
但於2021年1月8日，歐洲聯盟委員會發信至意大利常駐歐盟代表，要求意大利政府「公開、透明、無歧視和無條件式投標地」剝離意大利航空的資產。信件內包含62項澄清要求，並反對一所前國家航空公司可以透過私下協商；把財產轉賣到另一家新的國家航空公司的行為。信件中表示ITA不應保留意大利航空的品牌，因為使用該品牌將令ITA成為意大利航空的象徵性延續。歐洲聯盟委員會建議意大利航空的航空、地勤和維修事業應獨立售予第三者。委員會同時建議意大利航空的機場時段必須拍賣，而「MilleMiglia」則不能完整售予新的公司。
ITA已於2021年10月15日起開始營運，並繼承意大利航空多數資產（包括機材）及其位於天合聯盟內成員身份。

## 集團所屬公司
意大利航空集團擁有：
- 意大利航空
- 意大利貨運航空
- 意大利快运航空
- Alitalia Servizi 意大利航空服務（包括意大利航空修理保障維護系統股份有限公司Alitalia Maintenance Systems S.p.A.、意大利航空機場股份有限公司Alitalia Airport S.p.A.、Atitech S.p.A. 和 Ales S.p.A.）
- Gruppo Volare Volare 航空集團（包括Volare航空Volare Airlines和歐洲航空Air Europe）

## 目的地
截至2019年10月，意大利航空有97個航點，樞紐在羅馬的達芬奇-菲烏米奇諾機場，另外四個意大利機場是重點機場。

### 航空聯盟
自2009年起，意大利航空為天合聯盟成員，並與天合聯盟成員實行了代碼共享協議，乘客可使用一張意大利航空機票飛往多個代碼共享航空公司的目的地。2010年7月，意大利航空加入了法航、荷航和達美航空的跨大西洋合資企業，開始共享跨大西洋航班的利潤。

### 代碼共享
- 俄羅斯航空
- 阿根廷航空
- 科西嘉航空
- 歐洲航空
- 法國航空
- 法國霍普航空
- 馬爾他航空
- 塞爾維亞航空
- 塞舌爾航空
- 波羅的海航空
- 全日空
- 韓亞航空
- 哥倫比亞航空
- 阿塞拜疆航空
- 藍色巴西航空
- 保加利亞航空
- 藍色航空
- 中華航空
- 中國東方航空
- 中國南方航空
- 克羅地亞航空
- 捷克航空
- 達美航空
- 阿提哈德航空
- 高爾航空
- 海南航空
- 墨西哥因特航空
- 肯亞航空
- 荷蘭皇家航空
- 大韓航空
- 科威特航空
- 盧森堡航空
- 中東航空
- 黑山航空
- 飛馬航空
- 摩洛哥皇家航空
- 皇家約旦航空
- 沙特阿拉伯航空
- 斯里蘭卡航空
- TAP葡萄牙航空
- 羅馬尼亞航空
- 烏茲別克航空
- 越南航空
- 維珍澳洲航空
- 廈門航空

## 機隊

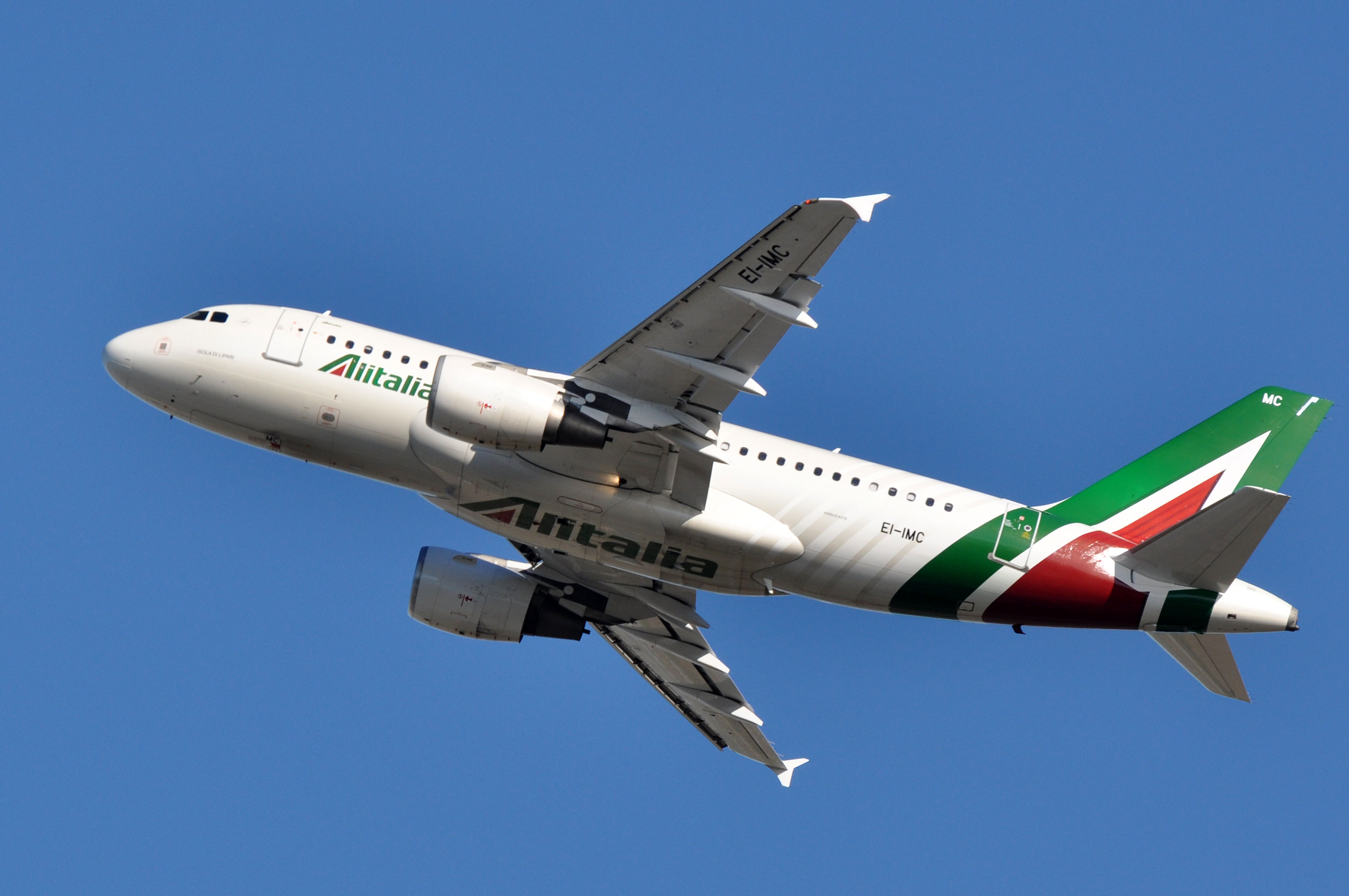
意航空中巴士A319-100

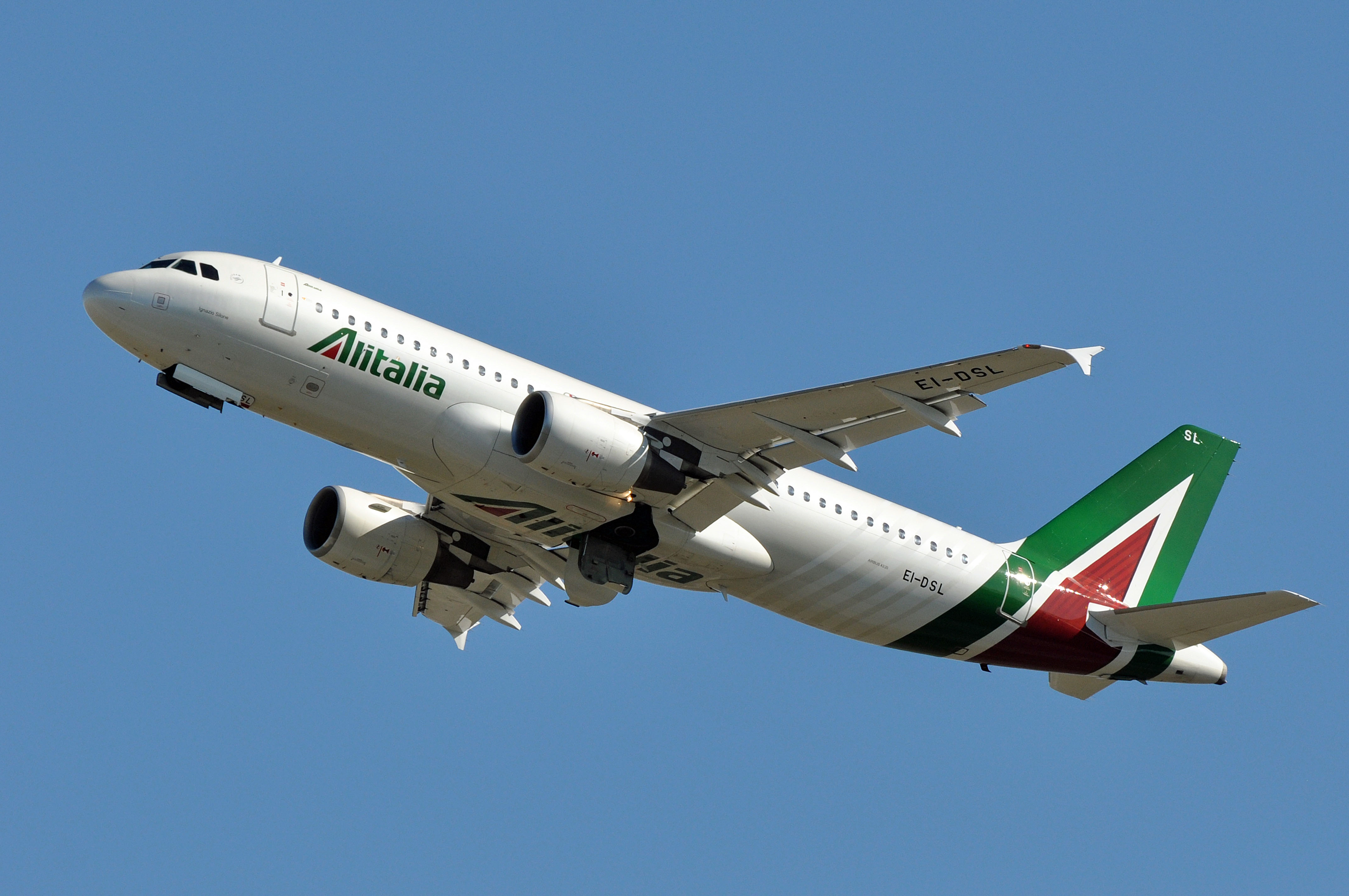
意航空中巴士A320-200

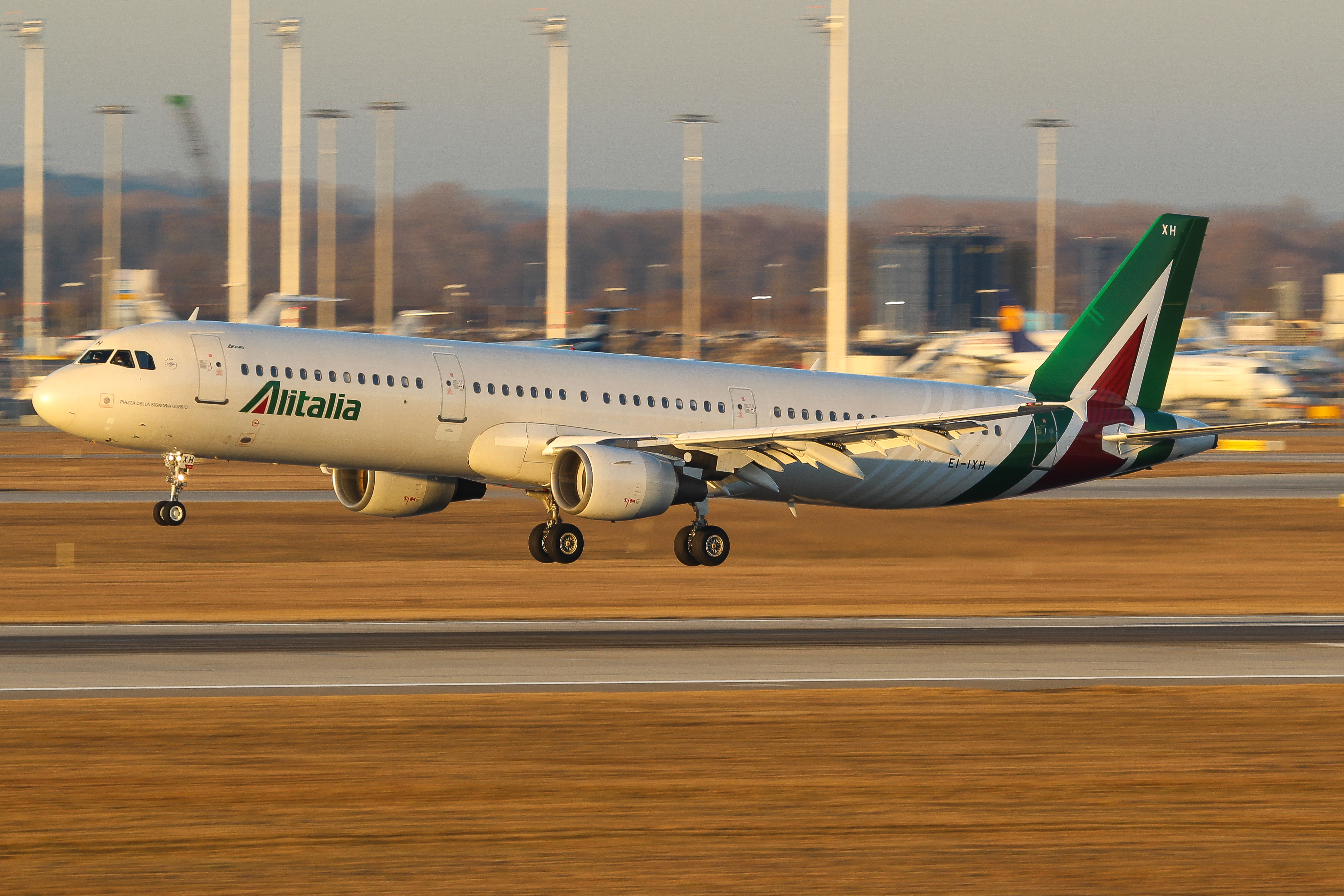
意航空中巴士A321-100

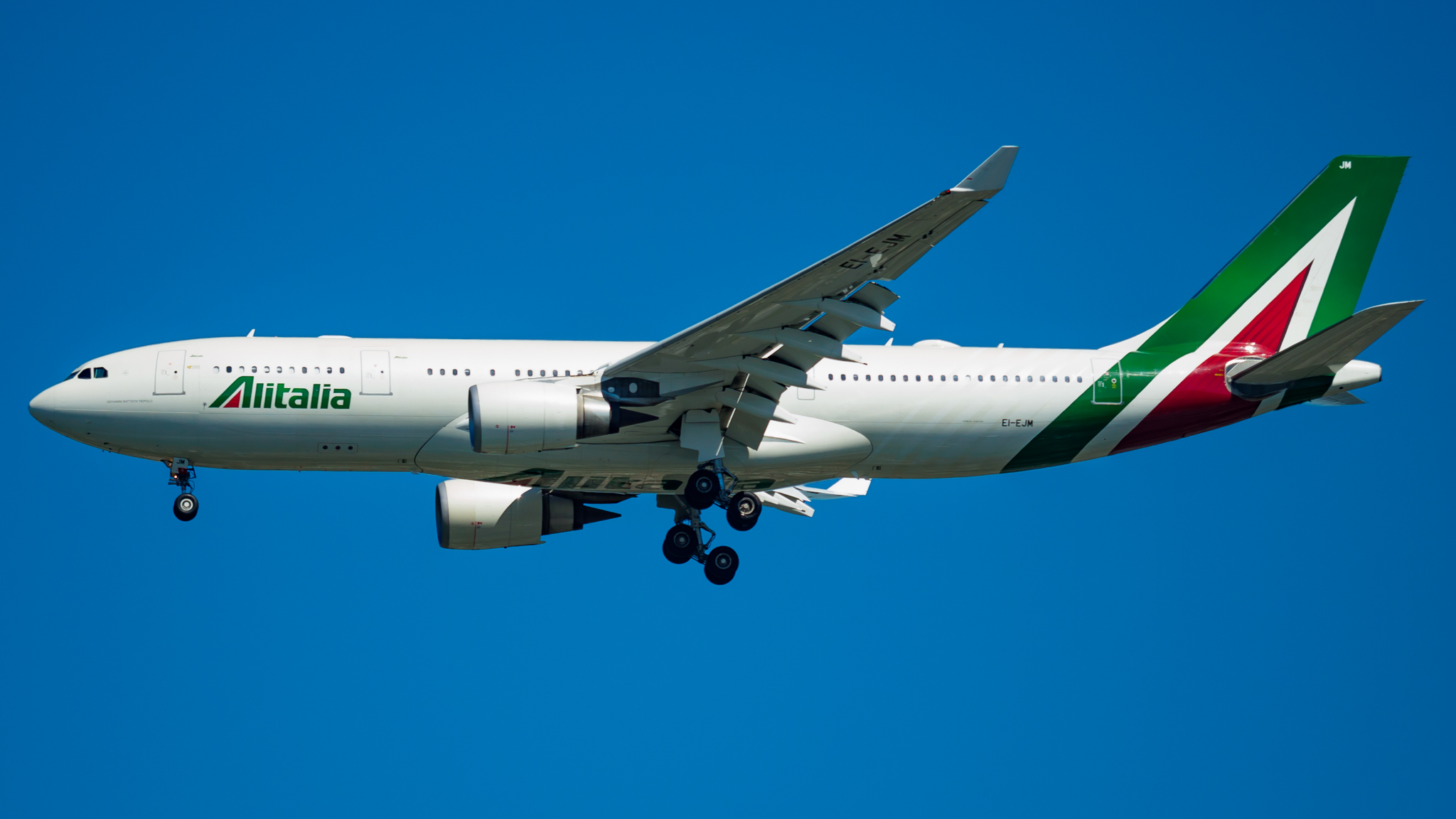
意航空中巴士A330-200

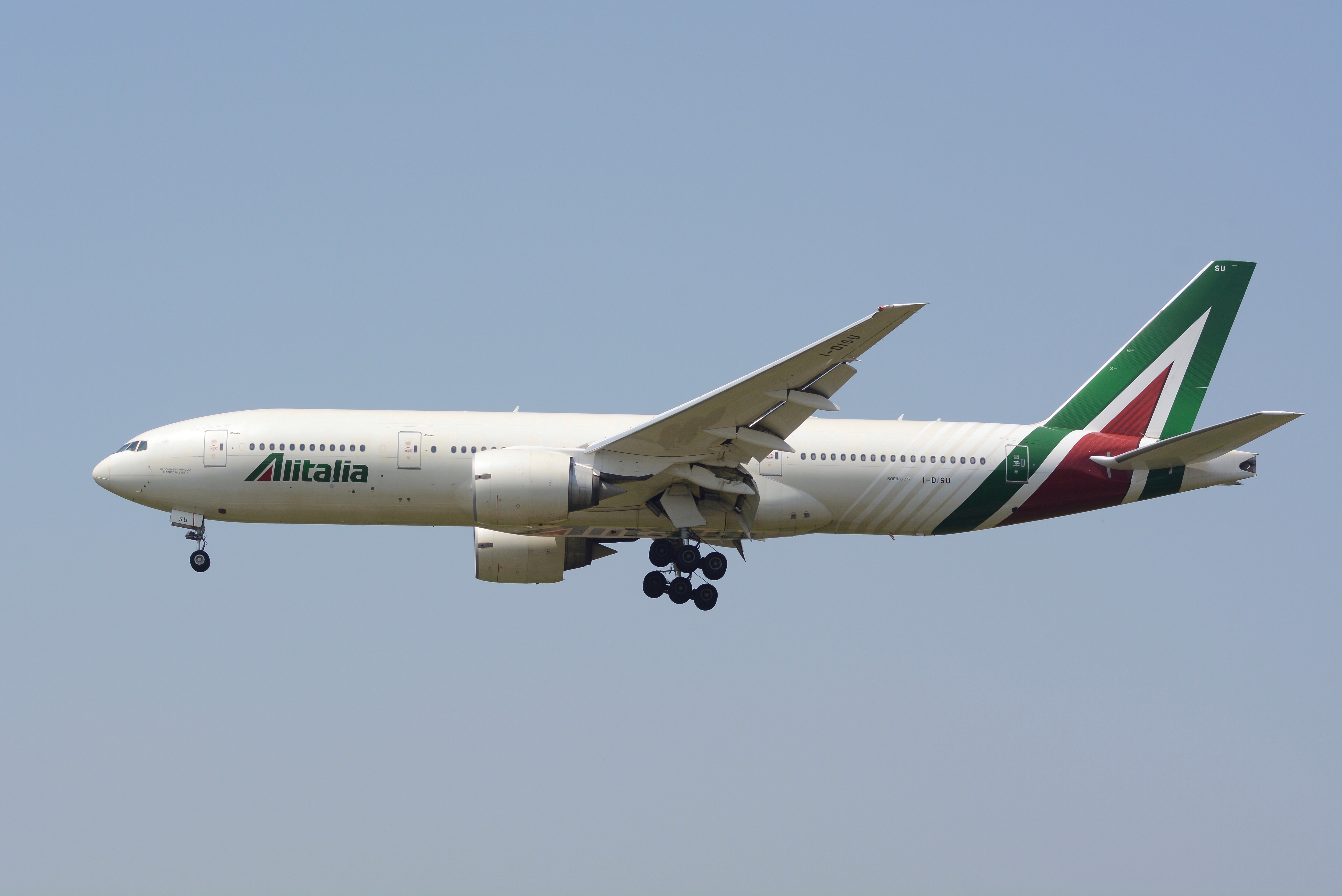
意航波音777-200ER

截至2020年6月，意大利航空機隊如下：

### 機隊發展
在2009年至2011年，意大利航空更新了其機隊，增加了34架新飛機，同時退役26架舊飛機，於2013年初完成整個更新程序。新飛機並非由意大利航空自身購入，主要是向飛機租賃公司租賃，該飛機租賃公司是由前一航空擁有者卡洛·托托創建的一間愛爾蘭租賃公司，主要工作為協肋意大利航空購買新飛機。 在一航空被合併，再加上前一航空機隊由Toto意大利聯合企業Toto Holding的子公司APF擁有，意航尚未從其他出租公司處租賃整個機隊。現在意航擁有的大多數機隊都在愛爾蘭註冊，而非在意大利註冊。
在2020年進行重組期間，意航計劃將113架飛機減少到「超過90架」的規模。
2020年，意大利航空為機隊的規模和機型進行規劃，以供將來使用，但目前僅在計劃中，尚未與任何飛機供應商簽訂任何合同，因此機隊的未來仍可能會有所變化。意大利航空計劃為意大利城市快線航空購買數量不確定的空中客车A220客機，意大利航空自己的主線機隊則繼續使用空中巴空A320客機，但可能改為購買空中客車A320neo。而長途機隊則計劃使用波音787夢幻客機，而所有這些飛機的折扣都將超過折扣的50％。空中客车公司亦嘗試向意大利航空遊說，並提供空中客车A330neo和空中客车A350 XWB予意航選擇，如空中巴士想得到意大利航空的訂單，他們需要打高達65％至70％的折扣。而意大利航空尚未與任何飛機製造商簽訂合同，但雙方已保持聯繫。

## 外部連結
- 官方網站 （页面存档备份，存于）（意大利文）（英文）